# Palmer (Texas)
Palmer is een plaats (town) in de Amerikaanse staat Texas, en valt bestuurlijk gezien onder Ellis County.

## Demografie
Bij de volkstelling in 2000 werd het aantal inwoners vastgesteld op 1774.
In 2006 is het aantal inwoners door het United States Census Bureau geschat op 2145, een stijging van 371 (20,9%).

## Geografie
Volgens het United States Census Bureau beslaat de plaats een oppervlakte van
7,3 km², geheel bestaande uit land. Palmer ligt op ongeveer 162 m boven zeeniveau.

## Plaatsen in de nabije omgeving
De onderstaande figuur toont nabijgelegen plaatsen in een straal van 20 km rond Palmer.